# Жене у исламу
Искуства муслиманки (арапски: مسلمات Muslimāt, مسلمة Muslimah) увелико варирају између и унутар различитих друштава. Истовремено, њихово пристајање на ислам заједнички је фактор који у различитом степену утиче на њихове животе и даје им заједнички идентитет који може послужити за премошћивање широких културних, друштвених и економских разлика међу њима.
Међу утицајима који су одиграли важну улогу у дефинисању друштвеног, духовног и космолошког статуса жена током исламске историје су свети исламски текст, Куран; хадиси, који су традиције које се односе на дела и афоризме Мухамеда; и сунети или пророчки обичај примењују се на ситуације које нису изричито обухваћене с ова два извора закона; и фатве, необавезујућа објављена мишљења или одлуке у вези с верском доктрином или правним питањима.

Додатни утицаји укључују предисламске културне традиције; секуларни закони, који су у потпуности прихваћени у исламу све док нису у директној супротности са исламским прописима; верске власти, укључујући агенције под контролом владе, попут индонежанског Савета за улеме и турски Дијанет; и духовни учитељи, који су посебно истакнути у исламском мистицизму или суфизму. Многи од ових потоњих, укључујући Ибн ал-'Арабија, сами су произвели текстове који су разјаснили метафизичку симболику женског принципа у исламу.
Постоје значајне варијације у начину на који тумаче горе наведене изворе сунитски муслимани. Конкретно, вехабије и салафисти имају тенденцију да потпуно одбаце мистицизам и теологију; ово има дубоке импликације на начин на који се жене перципирају унутар ових идеолошких секти. Насупрот томе, унутар исламског православља, и успостављене теолошке школе и суфизам су барем донекле утицајни.

## Родне улоге
Родне улоге у исламу истовремено су обојене са два куранска прописа: духовна једнакост жена и мушкараца и идеју да су жене намењене да представљају женственост, а мушкарци мужевност.
Духовна једнакост жена и мушкараца детаљно је описана у сури ал-Азаб (33:35):
| „ | Заиста, муслимани: мушкарци и жене, верници: мушкарци и жене, Канит: мушкарци и жене, мушкарци и жене који су искрени, мушкарци и жене који су стрпљиви, Каши: мушкарци и жене, мушкарце и жене који дају Садакат, мушкарце и жене који посте, мушкарце и жене који чувају своју чистоћу и мушкарце и жене који се много сећају Алаха својим срцем и језицима, Алах им је припремио опрост и велику награду. | ” |

Основни исламски поглед на жене и мушкарце претпоставља комплементарност функција: као и све остало у универзуму, човечанство је створено у пару (сура ал-Даријат, 51:49)-ни једно ни друго не може бити потпуно. У исламском космолошком размишљању, универзум се перципира као равнотежа изграђена на складним поларним односима између парова који чине све ствари. Штавише, сви спољни феномени су одраз унутрашње ноумене и на крају Бога.
Нагласак који ислам ставља на женски/мушки поларитет (и стога комплементарност) резултира раздвајањем друштвених функција. Уопштено, женска сфера деловања је дом у којем је она доминантна фигура - а одговарајућа сфера мушкарца је спољашњи свет. Жене су високо цењене у многим аспектима домаћег живота, и хваљене су због свог знања као стручњака за обреде, исцелитељства, старатељства и оних који у својој заједници уређују бракове.
Међутим, ово раздвајање у пракси није тако круто како се чини. Постоји много примера - како у раној историји ислама тако и у савременом свету - муслиманки које су имале истакнуту улогу у јавном животу, укључујући султаније, краљице, изабране шефове држава и богате пословне жене. Штавише, важно је признати да су у исламу дом и породица чврсто постављени у центар живота у овом свету и у друштву: човеков рад не може имати предност над приватним подручјем.
Кур'ан посвећује бројне стихове муслиманкама, њиховој улози, дужностима и правима, поред Суре 4 са 176 стихова под називом "Ан-Ниса" ("Жене").

## Женско образовање

### Класична позиција
И Куран - исламски свети текст - и изговорени или деловани пример Мухамеда (сунети) заговарају права жена и мушкараца да једнако траже знање. Куран наређује свим муслиманима да уложе напор у потрази за знањем, без обзира на њихов биолошки пол: он стално охрабрује муслимане да читају, размишљају и уче из Божјих знакова у природи. Штавише, Мухамед је подстицао образовање и за мушкарце и за жене: изјавио је да је тражење знања верска дужност која обавезује сваког мушкарца и жену муслиманку.
Као и њен мушки колега, свака жена има моралну и религиозну обавезу да тражи знање, развије свој интелект, прошири свој поглед, култивише своје таленте, а затим искористи свој потенцијал у корист своје душе и свог друштва. Преписивачи су показали да жене имају право да траже образовање једнако као и сваки мушкарац наводећи у хадису да је дужност свакога, било да су мушкарац или жена, да траже знање. Заједно са овим идеалима долазили су са оклевањем неки који су веровали да је образована жена која зна да чита и пише описана као отровна. Многе жене широм муслиманског света искористиле су ову прилику да добију онолико образовања колико је дозвољено законом.

### Тренутна ситуација
У саопштењу из 2013. године, Организација исламске сарадње приметила је да је ограничен приступ образовању један од изазова са којима се суочавају девојчице и жене у свету у развоју, укључујући и земље чланице ОИЦ -а. УНИЦЕФ напомиње да је од 24 нације са мање од 60% уписа жена у основну школу 17 било исламских нација; више од половине одраслог становништва је неписмено у неколико исламских земаља, а удео достиже 70% међу женама муслиманкама.
УНЕСКО процењује да је стопа писмености међу одраслим женама била око 50% или мања у бројним земљама са већинским муслиманским становништвом, укључујући Мароко, Јемен, Бангладеш, Пакистан, Нигер, Мали, Гамбију, Гвинеју, Гвинеју Бисау и Чад. Египат је 2010. имао стопу писмености жена од 64%, Ирак 71% и Индонезија 90%. Писменост се побољшавала у Саудијској Арабији од 1970 -их, стопа писмености жена у 2017. за жене од 15 до 24 године износила је 99,3%, што је еквивалентно стопи писмености мушкараца од 99,3%. Западни идеали имали су утицај на образовање у муслиманским земљама због повећане потражње за писменошћу мушкараца и жена. Очигледно је да се све више жена труди да стекне образовање похађајући основну и средњу школу у муслиманским земљама.

## Запошљавање жена
Неки учењаци позивају се на ајет 28:23 у Кур'ану и на Хатиџу, Мухамедову прву жену, трговку пре и након преласка у ислам, као показатеље да се муслиманке могу запослити изван својих домова. 
| „                     | Кад је дошао до воде Мадијан, нашао је на њој групу мушкараца како заливају, и нашао је поред њих две жене које су држале леђа (своја стада). Рекао је: Шта ти је? Рекле су: Не можемо залевати док пастири не одузму (њихове овце) из воде, а наш отац је веома стар човек. | ” |
| — Куран [Куран 28:23] | |   |

Традиционална тумачења ислама захтевају да жена има дозволу свог мужа да напусти кућу и запосли се, иако су учењаци, као што су велики муфтија Али Гома и велики ајатолах Мохамед Ебрахим Џанати рекли су да женама није потребна дозвола мужа да напусте кућу и раде.

## Сексуални злочини и греси

### Зина
| „                    | Жена блудница и мушкарац блудник, свакога од њих ишибајте са сто пруга. Никакво сажаљење према њима не би вас требало надвладати по питању Алахове вере, ако заиста верујете у Алаха и у последњи дан; а група верника мора да сведочи њиховој казни. Човек који је блудник неће се оженити него с женом која је блудница или мушрика; а жена која је блудница неће се удати него с мушкарцем који је блудник или мушрик. А ово (тј. венчање таквих супружника) је било забрањено за вернике. | ” |
| — (Ал-Куран 24: 2-3) | |   |

### Традиционална судска пракса
Зина је исламски правни израз који се односи на незаконит сексуални однос. Према традиционалној судској пракси, зина може укључивати прељубу (венчаних страна), блуд (ванбрачних страна), проституцију, бестијалност и, према неким учењацима, силовање. Кур'ан није одобравао промискуитет који је тада владао у Арабији, а неколико стихова се односи на незаконит сексуални однос, укључујући и онај који прописује казну од 100 удараца развратницима. Зина тако припада класи хад злочина, који имају курански одређене казне.

### Историја
Осим "неколико ретких и изолованих" примера из предмодерне ере и неколико недавних случајева, не постоје историјски записи о легалном вршењу каменовања због зине. Зина је постала хитније питање у модерно доба, јер су исламистички покрети и владе водили полемике против јавног неморала. Након што су у модерно доба кривични закони засновани на шеријату увелико замењени статутима инспирисаним европским, последњих деценија је неколико земаља донело законске реформе које су у своје законе уградиле елементе хадудских закона. Иран је био сведок неколико каменованих људи због зине након исламске револуције. У Нигерији су локални судови донели одлуку за неколико каменовања, а све су укинуте жалбом или остављене без извршења. Иако се у Пакистану оштрије казне хадудских уредби никада нису примењивале, 2005. Human Rights Watch је известио да је у току више од 200.000 случајева зине против жена на различитим нивоима у пакистанском правном систему.

### Казф и Ли'ан
У 'казфу' када неко оптужи чедну жену без четири сведока, биће кажњен бичевањем са осамдесет удараца. Његово сведочење ће заувек постати неприхватљиво ако се не покаје и не поправи стање (24: 4-5) Међутим, у „лажи“, када муж оптужи жену за прељубу без сведока, мора да се закуне по пет пута како би подржао своју тезу. Ако положи заклетву, биће кажњена са 100 бичевања и каменовања, осим ако и она не положи заклетву на сличан начин у прилог свом случају, њене заклетве се придржавају његове и она неће бити кажњена (24: 6-9).
| „               | А оне који оптужују чедне жене и никада не доведу четири сведока, ударајте их осамдесет пута и никада не признајте његово сведочење заувек; јер су они сами нечисти. Осим оних који се покају после овога и сами се измене; онда је Бог праштајући и милостив. А они који оптужују своје жене и немају сведоке, сведоче за сваку од њих четири су заклетве од Бога да је истинољубив. И пето, то проклетство Божије нека буде на њему ако је лажов. И може је спасити од казне ако четири пута заклиње Бога да је он лажов. И пети пут тај Божји гнев нека буде на њу ако је истинољубив. | ” |
| — Куран 24: 4-9 | |   |

### Силовање
У исламу, људска сексуалност је регулисана исламским законом (шеријатом). Сходно томе, сексуално насиље се сматра кршењем моралног и божанског закона. Ислам је тврдње о сексуалном насиљу поделио на „божанска права“ (хукук Алах) и „међуљудска права“ (хукук ал-'ибад): први захтевају божанску казну (казне хад), а други који припадају флексибилнијем људском царству.
Инцидент у време исламског пророка Мухамеда био би основа касније судске праксе силовања:
| „ | Кад је жена изашла на зору на молитву, успут ју је напао мушкарац и силовао. Викала је, али је силоватељ побегао. Кад је навратио други мушкарац, пожалила се: „Тај човек ми је учинио то и то.“ А кад је наишла чета емиграната, рекла је: „Тај човек ми је учинио то и то.“ Отишли су и ухватили човека за кога су мислили да ју је силовао и довели га до ње. Рекла је: "Да, ово је тај човек." Затим су га довели до Божјег Посланика. Кад је он (Посланик) хтео да донесе пресуду, човек који ју је (заправо) силовао устао је и рекао: "Божји посланиче, ја сам човек који јој је то учинио." Он (Посланик) јој је рекао: "Одлази, јер ти је Бог опростио." Али рекао је човеку неке добре речи, а о човеку који је имао однос са њом, рекао је: „Каменуј га до смрти." | ” |

У случају силовања, пунолетни мушки починилац (тј. силоватељ) таквог дела прима казну хад зина, али жену која не пристаје (тј. жртва силовања) треба сматрати невином у зини и ослободити је додатних казни.

#### Савремени кривични закони
Закони о силовању у бројним земљама са већинским муслиманским становништвом били су предмет контроверзи. У неким од ових земаља, као што је Мароко, кривични закон није ни заснован на исламском праву, нити је на њега значајно утицао, док у другим случајевима, попут пакистанских уредби Хaда, законик укључује елементе исламског права.
У Авганистану и Дубаију неке жене које су оптужиле силовање биле су оптужене за блуд или прељубу. Овај закон је измењен у Пакистану 2006.

## Љубав
Међу класичним муслиманским ауторима, појам љубави је развијен по три концептуалне линије, замишљене у узлазном хијерархијском поретку: природна љубав, интелектуална љубав и божанска љубав.

### Романтична љубав
У традиционалним исламским друштвима љубав између мушкараца и жена била је надалеко слављена, а популарна и класична књижевност муслиманског света препуна је дела на ову тему. Кроз исламску историју интелектуалци, теолози и мистици опсежно су расправљали о природи и карактеристикама романтичне љубави (ишк). У свом најчешћем интелектуалном тумачењу исламског златног доба, ишк се односи на неодољиву жељу да се стекне посед вољене особе, изражавајући недостатак који љубавник мора да отклони да би достигао савршенство.
Арапска љубавна прича о Лејли и Мајнуну била је вероватно надалеко познатија међу муслиманима од оне о Ромеу и Јулији у (северној) Европи.
У исламском мистицизму или суфизму, романтична љубав се посматра као метафизичка метафора љубави према Богу. Међутим, важност љубави сеже даље од метафоричког: ибнʿАраби, који је надалеко признат као 'највећи духовни мајстор [суфизма]', поставио је став да је за мушкарца секс са женом прилика да се доживи највеће Божје ја- обелодањивање “(позиција је слична и обрнуто):
| „ | Најинтензивнија и савршена контемплација Бога је кроз жене, а најинтензивнија заједница је брачни чин. | ” |

## Лепота
И појам и стварност лепоте од изузетног су значаја у исламској религији: лепота (ихсан, такође преведена као „врлина“, „изврсност“ и „лепљење“) је трећи елемент канонске дефиниције ислама после веровања (иман) и пракса (ислам). У 53:31 Кур'ан наглашава важност избегавања ружних радњи, док у 10:26 стоји: "Они који чине оно што је лепо примиће најлепше и још више."

### Женска лепота
Женска лепота је централна тема у исламу, који је сматра "најдиректнијом видљивом манифестацијом Божје лепоте, благости, милости и опроста." Ова тема је најпознатија у исламском мистицизму или суфизму. У свом делу Мистичне димензије ислама, Анемари Шимел бележи став Ибн ʿАрабија - који се генерално сматра највећим суфијом - о „опажању божанског посредством женске лепоте и гледању на жену као на право откривење Божје милости и креативности" на следећи начин:
| „ | Завршно поглавље Фусус ал-хикама, о Посланику Мухамеду, усресређено је на чувену традицију према којој је Посланику дата љубав према парфемима и женама и радост у молитви. Тако је Ибн 'Араби могао бранити идеју да "љубав према женама припада савршенству гностика, јер је наслеђена од Посланика и божанска је љубав. | ” |

Жена открива, за Ибн Арабија, тајну саосећајног Бога. Граматичка чињеница да је реч "дат", 'суштина', је женског рода и нуди Ибн Арабију различите методе за откривање овог женског елемента у Богу."

## Брак

### Полигинија
Брачни обичаји се разликују у земљама у којима доминирају муслимани. Исламски закон дозвољава полигамију у којој муслиман може бити ожењен са четири жене истовремено, под ограниченим условима, али то није широко распрострањено. Како шеријат захтева да се полигамни мушкарци према свим женама понашају једнако, класични исламски учењаци су сматрали да је пожељније потпуно избегавати полигамију, па се не долази ни близу шансе да се почини забрањено дело и неправедно поступа између жена. Пракса полигамије је дозвољена, али се не препоручује. У неким земљама полигамија је ограничена новим породичним кодексима, на пример Мудавана у Мароку.

### Полиандриja
Насупрот томе, полиандрија, пракса да жена има више од једног мужа (чак и привремено, након што је уплатила новчану своту мушкарцу или његовој породици), није дозвољена.

### Брачна доб
Дечји бракови, који су некада били глобално прихваћена појава, постали су обесхрабрени у већини земаља, али у одређеној мери опстају у неким одабраним деловима муслиманског света.
Доб брака у исламу за жене варира од земље до земље. Традиционално, ислам је често дозволио удају девојчица млађих година, јер шеријат сматра да је Мухамедова пракса основа за исламски закон. Према Сахих Букхари и Сахих Муслим, две најаутентичније књиге сунитских хадиса, Мухамед се оженио Ајшом, својом трећом женом када је имала шест година, а брак је конзумирао када је напунила девет или десет година. Ову верзију догађаја одбацују шиитски муслимани, а оспоравају и неки сунитски учењаци.
Неки исламски учењаци сугеришу да није важно календарско доба, већ да је биолошко доба девојке оно што одређује када се може удати према исламском закону. Према овим исламским учењацима, старост за ступање у брак у исламу је када је девојка достигла полну зрелост, како је одредио њен најближи мушки старатељ; ово доба може бити, тврде ови исламски учењаци, мање од 10 година, или 12, или друго доба зависно од сваке девојчице. Неки свештеници и конзервативни елементи муслиманских заједница у Јемену, Саудијској Арабији, Индији, Бангладешу, Пакистану, Индонезији, Египту, Нигерији и на другим местима инсистирали су на исламском праву да ожене девојчице млађе од 15 година. У децембру 2019. Саудијска Арабија је променила закон и подигла брачну доб на 18.

## Сакаћење женских гениталија

### Класична позиција
У Кур'ану се не спомиње обрезивање жена - а камоли други облици сакаћења женских гениталија. Штавише, Мухамед није подвргао ниједну своју кћер овој пракси, што је и само од стварног значаја, јер не чини део његовог изговореног или понашајног примера. Штавише, порекло обрезивања жена није исламско: сматра се да се прво примењивало у старом Египту. Алтернативно, сугерисано је да би та пракса могла бити стари афрички пубертетски обред који је културом пренет у Египат.
Без обзира на ове чињенице, међу неким муслиманима постоји веровање-посебно иако не искључиво у (подсахарској) Африци-да је обрезивање жена (посебно резање препуцијума или капуљаче клиториса) верски потврђено постојањем шачице хадиса који то очигледно препоручују. Међутим, ови хадиси се сматрају неаутентичним, непоузданим и слабим, па стога немају законодавно утемељење и/или практичну примену.

### Женско чедоморство
Ислам осуђује женско чедоморство.
| „             | Када се жена (одојче), сахрањени жива, нек се испита - за који злочин је убијена; | ” |
| — Куран 81: 8 |                                                                                   |   |

У неким исламским популацијама, сполно селективно женско чедоморство је забрињавајуће због абнормално високог односа дечака и девојчица при рођењу. У исламском Азербејџану, на пример, однос рођених полова био је у распону од 105 до 108, пре распада Совјетског Савеза почетком 1990 -их. Након колапса, однос рођених полова у Азербејџану нагло се попео на преко 115 и остао је висок последњих 20 година. Упорно посматрано 115 дечака на сваких 100 рођених девојчица указује на полно селективан побачај жена у Азербејџану у последњих 20 година. Друге земље са већинским муслиманским становништвом са високим односом рођених полова, који укључују Албанију и Пакистан. подразумева побачај.

## Менструација
Муслиманка се не сме кретати у џамији и ослобођена је дужности обављања намаза током менструације или током порођаја, јер се телесне течности у исламу сматрају ритуално нечистима. Неки муслимански учењаци предлажу да жена током овог стања остане у својој кући или близу своје куће. Неки исламски правници тврде да је ово погрешно тумачење шеријата и сугеришу да се исламска намера односила на хигијену, а не на верску ритуалну чистоћу.
Неки учењаци кажу да женама које имају менструацију није дозвољено да читају Кур'ан. Други кажу да је то могуће, у неким околностима.
Женама које имају менструацију је дозвољено да присуствују `бајрам -намазу без учешћа у намазу, и само да му сведоче.

## Правило облачења
Скромност (Хаја) у исламу: Куран наређује и мушкарцима и женама да се облаче скромно и не излажу своје тело, а Мухамед је устврдио да је скромност централна црта карактера у исламу.
У специфичном контексту жена, Кур'ан у 24:31 говори о покривању женских "украса" од странаца изван породице. Овај други ајет Кур'ана представља институцију нове јавне скромности: када су предисламски Арапи кренули у битку, арапске жене које су испратиле мушкарце у рат разголитиле би своје груди да их охрабре у борбу; или би то учиниле у самој бици, као у случају Меканаца које је предводила Хинд у бици код Ухуда. Овакав начин понашања исламски учењаци и шира муслиманска јавност обично виде као симбол стања духовног незнања (al-Jāhiliyyah).
Све ортодоксне школе шеријатског закона прописују јавно покривање тела: конкретно, до врата, глежњева и испод лакта. Међутим, ниједан од традиционалних правних система заправо не предвиђа да жене морају носити вео: само су Мухаммедове супруге упућене да носе овај одевни предмет (33:59).
У студији из 2018. године коју је урадио Институт за социјалну политику и разумевање, америчке муслиманке су биле "највероватније" у поређењу са другим домаћим верским заједницама да "носе" видљив симбол који другима открива њихов верски идентитет. Од жена муслиманки које је испитао ИСПУ, 46% каже да носе видљив симбол како би цело време јавно означавале своју веру “(ово укључује хиџаб), 19% понекад, а 35% никако. Студија није открила да постоји значајна разлика у годинама или раси.
У данашњем савременом контексту, питање зашто муслиманке носе хиџаб наилази на различите одговоре америчких муслиманки, укључујући најпопуларније, „побожност и да се угађа Богу“ (54%), „да други знају да су муслиманке “(21%), и„ за скромност “(12%). Само 1% је рекло да је носи, "јер је то захтевао члан породице или супружник".